# Rossella Fiamingo
Rossella Fiamingo  (Catânia, 14 de julho de 1991) é uma esgrimista italiana, medalhista olímpica.

## Carreira
Rossella Fiamingo representou seu país nos Jogos Olímpicos de Verão de 2016, na espada. Conseguiu a medalha de prata na espada individual.